# Грант (окръг, Небраска)
Вижте пояснителната страница за други населени места с името Грант.
Окръг Грант (на английски: Grant County) е окръг в щата Небраска, Съединени американски щати. Площта му е 2028 km², а населението - 747 души (2000). Административен център е град Хаянис.